# Wandee Singwancha
Wandee Singwancha (* 5. Februar 1980 in Amphoe Nong Han Provinz Udon Thani, Thailand) ist ein ehemaliger thailändischer Boxer im Strohgewicht. 

## Profikarriere
Im Jahre 1994 begann er erfolgreich seine Profikarriere. Am 23. August 1998 boxte er gegen Rocky Lin um den Weltmeistertitel des Verbandes WBC und gewann nach Punkten. Im darauffolgenden Jahr verteidigte er diesen Gürtel gegen Wolf Tokimitsu durch T.K.o. und wurde kampflos zum WBC-Weltmeister ernannt. Den Gürtel verlor er allerdings bereits in seiner ersten Titelverteidigung im Februar des darauffolgenden Jahres an Jose Antonio Aguirre.
Im Jahre 2013 beendete er seine Karriere.